# Seuneubok Baru
Seuneubok Baru is een bestuurslaag in het regentschap Aceh Tamiang van de provincie Atjeh, Indonesië. Seuneubok Baru telt 1112 inwoners (volkstelling 2010).